# Sideróforo
Un sideróforo (del griego: «transportador de hierro») es un compuesto quelante de hierro secretado por microorganismos. El ion hierro Fe3+ tiene muy poca solubilidad a pH neutro y por ende no puede ser utilizado por los organismos. Los sideróforos forman complejos con estos iones, que pueden ser asimilados por mecanismos de transporte activo; una vez dentro de la célula, el ion férrico es reducido a su forma ferrosa (Fe2+). Muchos sideróforos son péptidos no ribosómicos.

## Escasez de hierro soluble
Bajo condiciones anóxicas, el hierro está generalmente en el estado de oxidación +2 (ferroso) y soluble. Sin embargo, bajo condiciones óxicas, el hierro se encuentra generalmente en la valencia +3 (férrico), formando varios minerales insolubles. Para obtener hierro de dichos minerales, las células producen sideróforos acoplables al hierro para la unión y transporte hacia dentro de la célula. Gran parte de los sideróforos consisten de derivados del ácido hidroxámico, el cual actúa muy fuerte como quelante férrico.
Otras estrategias para aumentar la solubilidad del hierro y su aceptación por parte de la célula son: la acidificación del entorno (i.e. usado por raíces de plantas) o la reducción extracelular del Fe3+ a iones de Fe2+ más solubles.

## Estructura
Los sideróforos son conocidos como moléculas peptídicas pequeñas cuyo peso varía entre 500 y 10,000 Da. Estas moléculas contienen cadenas laterales y grupos funcionales que les otorgan su gran afinidad por el hierro. En su mayoría, los sideróforos contiene uno o más ligandos que pueden ser bidentados o hexadentados. Sin embargo, a pesar de la variedad en sus estructuras se encuentran las siguientes similitudes entre ellos:
- Contienen átomos fuertemente donadores de electrones (frecuentemente, oxígeno y, en menor grado, nitrógeno o azufre)
- Su forma es termodinámicamente estable
- Contienen especies de spin Fe3+ altas
- Tienen un potencial redox entre los –0.33 V (triacetilfusarinina) y los –0.75 V (enterobactina)[5]

El hierro(III) en los complejos Fe3+/sideróforo prefiere una geometría octaédrica, seis veces coordinado, en uno de los orbitales 3d está ocupado por un electrón.
Se han caracterizado y clasificado químicamente, más de 500 sideróforos.

### Bidentados

Complejo catecolato-hierro

Ácido dihidrobenozoico (catecolato) acoplado a un aminoácido; grupos hidroxamato con N5-acil-N5-hidroxiornitina o N6-acil-N6-hidroxilisina; hidroxicarboxilatos compuestos por ácido cítrico o ácido β-hidroxiaspártico
Existe una secuencia estable por el reemplazo de agua por los ligandos. Los iones metálicos más pequeños polarizan los electrones del ligando con mayor fuerza, por ende, entre más pequeño en el catión, más estable es el complejo.  De este modo, el catecol es capaz de coordinarse a cationes con mayor fuerza que los otros ligantes bidentados. Es bien sabido que las interacciones electroestáticas dominan la interacción que hay entre los cationes y ambos ligandos seleccionados. Además, estas interacciones favorecen la selectividad por hierro(III) sobre otros metales de importancia biológica gracias a su pequeño radio iónico (0.65 Å).

Ferricromo, sideróforo hidroxamato

Durante la quelación de un metal, tanto el catecol como el hidroxamato forman miembros de cinco anillos con distancias de 2.6 Å para catecol y de 2.55 Å para hidroxamato. Por lo que la diferencia de afinidades no se debe a la geometría de los ligantes sino a las densidades de carga en cada uno de los ligantes, siendo así que la geometría de los ligantes bidentados tampoco tiene gran influencia en la selectividad. El pH en cambio sí tiene influencia sobre la selectividad, ya que en presencia de dos protones disociable con pKa alto, para el catecol, por ejemplo, es inductivo de dos átomos de oxígeno que posee una alta densidad electrónica cuando son desprotonados, lo cual hace que en un medio con pH no ácido, el catecol es predicho ser un ligante más fuerte hacia hierro(III) que el hidroxamato.

### Hexadentados
Para el hierro(III), energías de enlace donador-aceptor son determinantes para la contribución de la entalpía en la estabilidad del complejo, al igual que la entropía podría aportar considerablemente a esto mediante ligandos multidentados.
La razón principal por la cual los microorganismos utilizan sideróforos hexadentados probablemente no se debe a razones de incremento de afinidad medidas por constantes de formación, sino que más bien a incrementos en la fuerza de quelación a concentraciones bajas de hierro (menores a 1μM). Complejos de hierro(III) hexadentados por sideróforos son cinéticamente y termodinámicamente estables, lo cual los hace ideales para jugar el papel de captación de hierro. No obstante, esto en principio, representa un problema para el microorganismo durante la fase de asimilación, puesto a que el transporte de hierro mediante un sideróforo y su liberación es mucho más rápido que la cinética de intercambio del hierro(III) sideróforo, ya que se implican reacciones redox, y el resultante hierro(II) es mucho menos estable cinética y termodinámicamente que el hierro(III).

## Biosíntesis
Las rutas de biosíntesis de los sideróforos están ligadas a metabolismo aeróbico, ya que involucran el uso del oxígeno molecular como activador y de mono-, di- y N-oxigenasas, al igual que ácidos originados al final del ciclo del ácido cítrico (citrato, succinato y acetato). Todos los sideróforos de naturaleza peptídica son sintetizados por sistemas no ribosomales, y en el caso de los sideróforos fúngicos son construidos principalmente a partir de ornitina, un aminoácido no proteico. Por lo que se considera que la síntesis de sideróforos pertenece a una gran parte independiente del metabolismo primario.

## Transporte de hierro
Dado a la gran variedad de sideróforos en existencia, es evidente que existen varios mecanismos de transporte de hierro(III). Estas diferencias de mecanismos surgen de las diferentes concentraciones a las cuales se exponen los organismos con su medio. Por ende, las principales distinciones se hacen entre hongos y bacterias.

### Hongos
Los hongos son organismos eucariotas por lo que también únicamente poseen una membrana citoplasmática, usualmente rodeada por una pared de hifas. Esta pared de hifas no contiene una membrana integrada de lípidos por lo que, a diferencia de una bacteria entérica, el hierro solo debe penetrar una sola bicapa. Para estos organismos la acumulación de hierro(III) por sideróforos es un proceso de transporte activo, siendo severamente inhibido en la presencia de venenos metabólicos.
candida, aspergillus, mucor, histoplasma, blastomyces, sporothrix, fusarium y ustilago sphaerogena son hongos capaces de producir sideróforos basados en ácidos hidroxámicos que quelan el hierro, permitiendo la absorción de éste.

Enterobactina. sideróforo catecolato

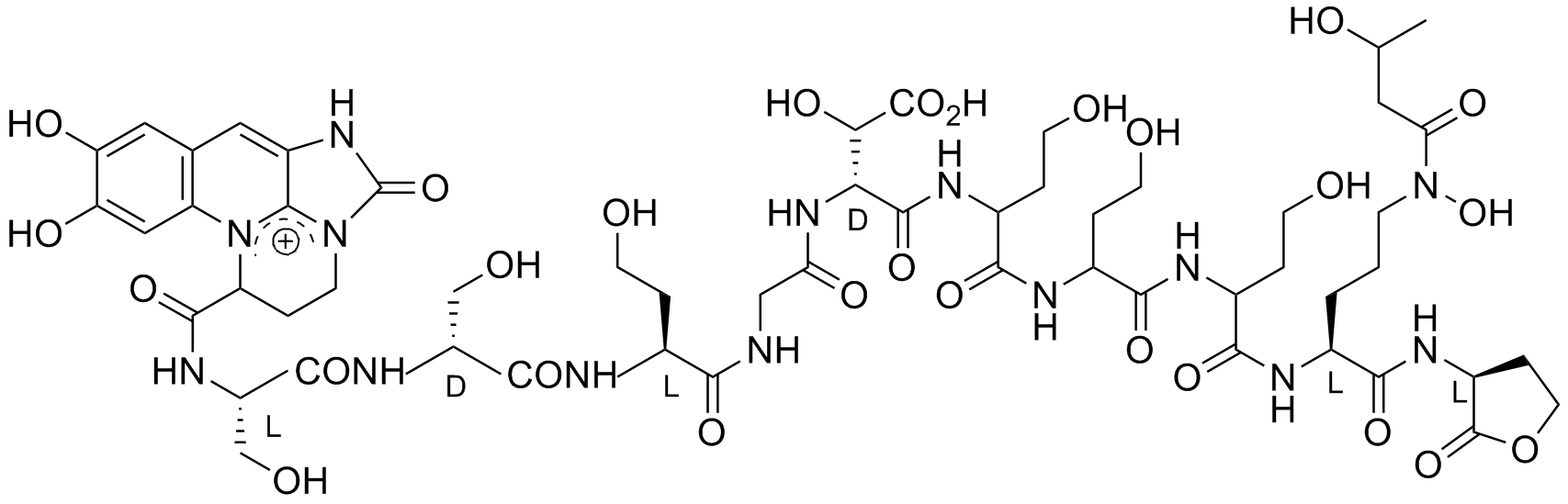
Azotobactina, sideróforo de ligando mixto

Yersiniabactina, sideróforo de ligando mixto

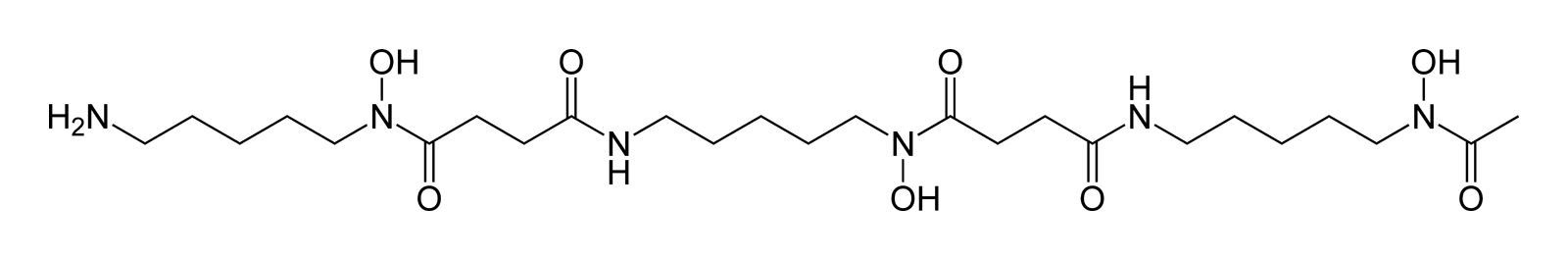
(des-)ferroxamina B, sideróforo hidroxamato

### Bacterias
En su gran mayoría de estudios de sideróforos en bacterias, se han estudiado las bacterias entéricas tales como la E. Coli y S. Typhimurium. Estas bacterias poseen una pared celular que contiene una membrana externa y una capa peptidoglicana. La última pared celular actúa como una barrera y la capa peptidoglicana provee estabilidad celular. Por ende, el citoplasma metabólicamente activo es protegido contra sales biliares y enzimas hidrolíticas encontradas el tracto intestinal de mamíferos. La capa externa básicamente consiste de una bicapa de lípidos, rica en lipopolisacáridos la cual contiene aproximadamente 50 proteínas de las cuales solo de 3 a 5 son especies mayores. Tres de estas forman estructuras porosas llamadas porinas las cuales forman parte del exterior de la membrana, permeando libremente moléculas hidrofílicas como aminoácidos, azúcares y péptidos. Un equilibrio Donnan existe a través de la parte externa de la membrana como resultado de iones fijados y asociados con la membrana. Ambas membranas hacen contacto en zonas de adhesión y algunos receptores de fagos se encuentran localizados en estas regiones, lo cual se asume que la presencia de estas zonas facilita la inyección de ácidos nucleicos virales.
| Sideróforo             | Bacteria                                               |
| ---------------------- | ------------------------------------------------------ |
| Pioverdina             | Pseudomonadaceae                                       |
| Bacillibactina         | Bacillus subtilis y anthracis                          |
| Enterobactina          | Streptomyces pilosus, bacterias entéricas              |
| Yersinibactina         | Yersinia pestis                                        |
| Vibriobactina          | Vibrio cholerae                                        |
| Azotobactina           | Azotobacter vinelandii                                 |
| Pseudobactina          | Pseudomonas B 10                                       |
| Eritrobactina          | Saccharopolyspora erythraea                            |
| Hexoquelinas           | Mycobacterium                                          |
| Micobatinas            | Mycobacterium                                          |
| Enteroquelina-hierro   | Corynebacterium diphteriae, S. aureus y S. epidermidis |
| Estafiloferrinas A y B | Staphylococcus hyicus                                  |
| Desferroxamina B       | Streptomyces pilosus, Streptomyces coelicolor          |
| Desferroxamina E       | Streptomyces coelicolor                                |
| Ácido rodotorúlico     | Rhodotorula pilimanae                                  |
| Ornibactin             | Burkholderia cepacia                                   |

### Plantas
Aunque la mayoría de los suelos contienen hierro suficiente para que puedan crecer las plantas, la deficiencia de hierro en estas es un problema habitual en el suelo calcáreo debido a la baja solubilidad del hidróxido de hierro (III). El suelo calcáreo representa el 30% de las tierras agrícolas del mundo: bajo estas condiciones, las poaceae (gramíneas), que incluyen especies de tanta importantes para la agricultura como la cebada y el trigo, son capaces de secuestrar eficazmente el hierro mediante la liberación de fitosideróforos a través de su raíz en la rizosfera del suelo circundante. Los compuestos químicos producidos por microorganismos en la rizosfera también pueden aumentar la disponibilidad y absorción de hierro. Plantas como la avena son capaces de asimilar el hierro a través de estos sideróforos microbianos. Se ha demostrado que las plantas son capaces de utilizar los sideróforos hidroxamato ferricromo, ácido rodotorúlico y ferroxamina B; los sideróforos de tipo catecol, agrobactina; y el ligando mixto catecol-hidroxamato-hidroxiácidos sideróforos biosintetizados por bacterias saprofíticas colonizadoras de la raíz. Todos estos compuestos son producidos por cepas bacterianas rizosféricas, que tienen requerimientos nutricionales simples, y se encuentran de manera natural en los suelos, el follaje, el agua dulce, los sedimentos y el agua de mar.

## Liberación del hierro
En principio, el hierro puede ser liberado de sideróforos hexadentados mediante una disección proteolítica de la estructura ligante a tres ligantes bidentados, los productos hidrolíticos, catecoles sustituidos e hidroxamatos poseen una afinidad considerable hacia el hierro(III). Por lo que estos, a concentraciones altas pueden interferir con el metabolismo subsecuente del metal. En contraste, si la liberación se logra vía un proceso reductor, el hierro(II) lábil resultante es difícilmente desplazado, regenerando al sideróforo y subsecuentemente rehabilitándolo para ser reutilizado. Dicho mecanismo, es de igual manera funcional pero no tan viable para aluminio, de modo que puede incorporarse a proteínas del microorganismo, ya que el aluminio no es susceptible a un mecanismo reductor.

#### Producción de Pioverdina y Sideróforos en Pseudomonas aeruginosa
En un estudio reciente, se ha explorado la producción de pioverdina (PVD), un tipo de sideróforo, en la bacteria Pseudomonas aeruginosa. Este estudio se centró en la construcción, modelado y simulación dinámica de la biosíntesis de PVD, un factor de virulencia, a través de un enfoque sistémico. Este enfoque considera que la vía metabólica de la síntesis de PVD está regulada por el fenómeno del quorum-sensing (QS), un sistema de comunicación celular que permite a las bacterias coordinar su comportamiento en función de su densidad poblacional.
El estudio demostró que a medida que aumenta el crecimiento bacteriano, también lo hace la concentración extracelular de moléculas de señalización QS, emulando así el comportamiento natural de P. aeruginosa PAO1. Para llevar a cabo este estudio, se construyó un modelo de red metabólica de P. aeruginosa basado en el modelo iMO1056, la anotación genómica de la cepa P. aeruginosa PAO1, y la vía metabólica de la síntesis de PVD. Este modelo incluyó la síntesis de PVD, las reacciones de transporte, intercambio y las moléculas de señalización QS.
El modelo resultante, denominado CCBM1146, mostró que el fenómeno QS influye directamente en el metabolismo de P. aeruginosa hacia la biosíntesis de PVD en función del cambio en la intensidad de la señal QS. Este trabajo es el primer informe in silico de un modelo integrativo que comprende la red reguladora de genes QS y la red metabólica de P. aeruginosa, proporcionando una visión detallada de cómo la producción de pioverdina y los sideróforos en Pseudomonas aeruginosa están influenciados por el fenómeno del quorum-sensing.

## Aplicaciones

### Médicas
Los sideróforos tienen aplicaciones en la medicina para la terapia de hierro y la sobrecarga de aluminio y antibióticos para mejorar la focalización. La comprensión de las vías mecanicistas de sideróforos ha llevado a las oportunidades para diseñar inhibidores de molécula pequeña que bloquean la biosíntesis de sideróforo y, por lo tanto, el crecimiento de bacterias y virus en entornos limitativos de hierro. Los sideróforos son útiles como fármacos para facilitar la movilización de hierro en los seres humanos, especialmente en el tratamiento de enfermedades de hierro, debido a su alta afinidad por el hierro. Una aplicación potencial es utilizar las capacidades de transporte de hierro de sideróforos para transportar medicamentos en las células mediante la preparación de conjugados entre sideróforos y agentes antimicrobianos. Debido a que los microbios reconocer y utilizar sólo ciertos sideróforos, tales conjugados se prevé que tenga actividad antimicrobiana selectiva.
La liberación de fármacos mediada por el transporte de hierro microbiano (sideróforo) hace uso del reconocimiento de sideróforos como agentes de liberación de hierro para que los microbios asimilen conjugados sideróforos unidos a fármacos. Estos fármacos son letales para el microbio y provocan la apoptosis de éste al asimilar el conjugado sideróforo. A través de la adición de los grupos funcionales de fijación de hierro de sideróforos en antibióticos, su potencia se ha incrementado considerablemente. Esto se debe al sistema de absorción de hierro mediado por sideróforo de la bacteria.

### Agrícolas

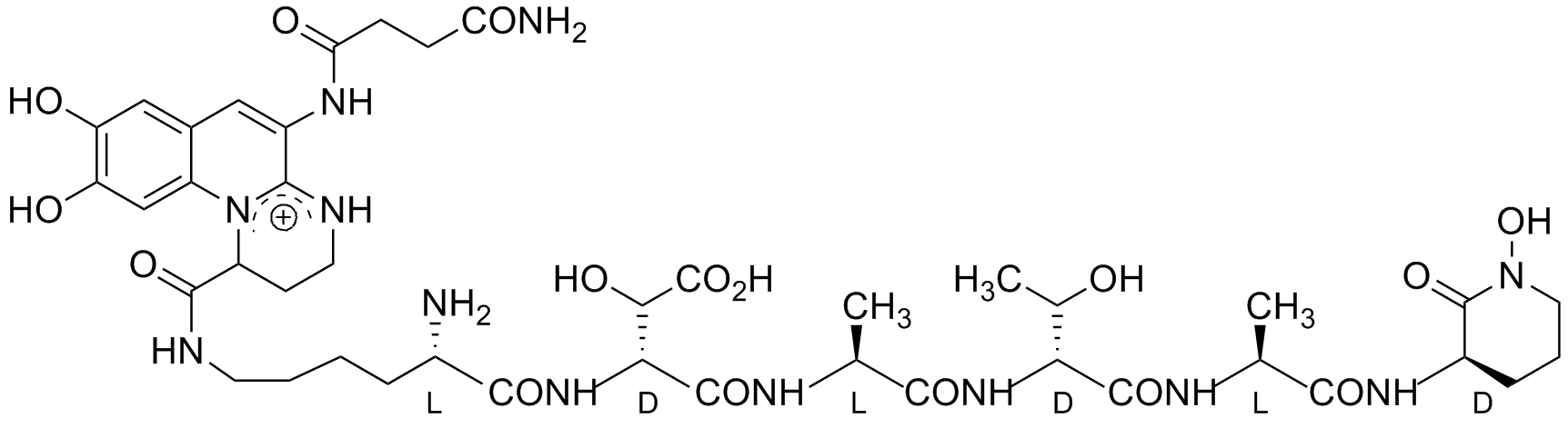
Pioverdina

Las pseudomonas fluorescentes han sido reconocidas como agentes de biocontrol contra ciertos patógenos de plantas transmitidos por el suelo. Producen pigmentos amarillo-verdes (pioverdinas) que fluorescen bajo luz UV y funcionan como sideróforos. Privan a patógenos del hierro necesario para su crecimiento y patogénesis.

## Otros metales
Los sideróforos ha mostrado tener la capacidad de quelar otros metales distintos al hierro, como: aluminio, galio, cromo, cobre, zinc, plomo, manganeso, cadmio, vanadio, indio, plutonio, uranio